# 9116 Billhamilton
9116 Billhamilton (1997 ES40) là một tiểu hành tinh vành đai chính được phát hiện ngày 7 tháng 3 năm 1997 bởi M. W. Buie ở trạm Anderson Mesa thuộc Đài thiên văn Lowell.